# L’Alizé
A L'Alizé (Magyarul: A passzátszél) a francia énekesnő, Alizée második kislemeze, mely 2000. november 21-én jelent meg, ugyanakkor, amikor debütáló albuma, a Gourmandises is. A kislemez CD-je tartalmazta a dal instrumentális változatát is. Később négy remix is készült hozzá. A dal elsősorban Franciaországban vált nagy slágerré, ahol két hétig a listák élén állt.

## A klip
A Gourmandises album többi klipjéhez viszonyítva a L'Alizé klipje viszonylag egyszerűre sikeredett. Egy rózsaszín háttér előtt Alizée fehér ruhában buborékokkal játszik, melyet később felváltanak azok a jelenetek, melyekben egy zenekar játszik mögötte, miközben ő énekel. Ennek ellenére a klip elkészítése rengeteg gépi munkát (különösen a buborékfújó gép) és lassú kamerafelvételeket igényelt. A klipet Pierre Stine rendezte és 2000. december 6-án debütált az M6 csatorna Morning Live műsorában. A klipforgatásról készült egy felvétel, mely az En concert DVD-re felkerült bónuszként.

## Kiadások
Kislemez CD - Franciaország
1. "L'Alizé" – 4:15
2. "L'Alizé" (Version instrumentale) – 4:15

Maxi CD - Franciaország
1. "L'Alizé" – 4:15
2. "L'Alizé" (Vent d'amour club remix) – 5:15
3. "L'Alizé" (Sirocco house remix) – 4:50
4. "L'Alizé" (Sweet brise slow remix) – 4:55
5. "L'Alizé" (Dans le vent dance mix) – 5:16

Maxi CD - Németország
1. "L'Alizé" (Radio edit) – 3:35
2. "L'Alizé" (Vent d'amour club remix) – 5:15
3. "L'Alizé" (Sunny season mix) – 5:25
4. "L'Alizé" (Sweet brise slow remix) – 4:55
5. "L'Alizé" (Dans le vent dance mix) – 5:16
6. "L'Alizé" (Single version) – 4:15

12" maxi - Franciaország
A-oldal:
1. "L'Alizé" (Vent d'amour club remix) – 5:15
2. "L'Alizé" (Single) – 4:15

B-oldal:
1. "L'Alizé" (Sirocco house remix) – 4:50
2. "L'Alizé" (Sweet brise slow remix) – 4:55

## Listák

### Legjobb helyezések
| Lista(2000/01)                 | Legjobb helyezés |
| ------------------------------ | ---------------- |
| Osztrák Kislemez Lista         | 52               |
| Belga(Wallonia) Kislemez Lista | 5                |
| Holland Mega Top 100           | 63               |
| Észt Kislemez Lista            | 1                |
| Francia SNEP Kislemez Lista    | 1                |
| Német Kislemez Lista           | 43               |
| Svájci Kislemez Lista          | 23               |

### Év végi listák
| Lista(2000)            | Helyezés |
| ---------------------- | -------- |
| Francia Kislemez Lista | 53       |
| Lista(2001)            | Helyezés |
| Francia Kislemez Lista | 21       |

### Minősítések
- Franciaország: platinalemez; 582.000 eladott példányszám